# Zone Raiders
Zone Raiders est un jeu vidéo de combat motorisé développé par Image Space Incorporated et édité par Virgin Interactive, sorti en 1995 sur DOS et Mac.

## Accueil
- Computer Gaming World : 3/5[1]
- GameSpot : 6,5/10[2]